# Alfa Romeo GTV (916)
Der Alfa Romeo GTV der Baureihe Tipo 916 ist ein Sportcoupé des italienischen Automobilherstellers Alfa Romeo. Das Modell wurde im Herbst 1994 zusammen mit einem neuen Spider eingeführt und bis Ende 2004 in drei technisch und optisch in Details voneinander abweichenden Serien gebaut. Der Tipo-916-GTV basiert ebenso wie sein offenes Schwestermodell auf der werksintern Tipo Due genannten Plattform des Fiat-Konzerns und ist daher unter anderem mit dem Fiat Tipo verwandt. Die Autos wurden anfänglich bei Alfa Romeo in Arese und zuletzt bei Pininfarina in Turin gebaut.

## Entstehungsgeschichte
Die Modellpalette der seinerzeit noch zum Staatskonzern IRI gehörenden Mailänder Traditionsmarke Alfa Romeo galt in den 1980er-Jahren als veraltet. Die Produktion des keilförmigen Zweitürers GTV mit Bertone-Karosserie und Hinterradantrieb war 1986 ausgelaufen; zum Alfa-Programm gehörten danach mit Ausnahme des inzwischen 20 Jahre alten Spider nur noch Viertürer. Nachdem Fiat im Herbst 1986 Alfa Romeo übernommen hatte, bemühte sich Vittorio Ghidella, der Chef von Fiats Autosparte, die Marke mit neuen Modellen attraktiver zu machen. Dafür waren nach seiner Ansicht ein sportliches Coupé und ein offener Zweisitzer unerlässlich. Ghidella ließ ab 1987 einen neuen Spider und einen neuen GTV entwickeln, die aus Wirtschaftlichkeitsgründen eine gemeinsame Plattform haben und wesentliche Komponenten des Fiat-Konzerns übernehmen sollten. Fiat beauftragte die Turiner Studios Bertone und Pininfarina mit der Erarbeitung von Designentwürfen. Die Entscheidung fiel frühzeitig zugunsten Pininfarinas. Im September 1987 waren die grundlegenden Entwürfe fertiggestellt, im Juli 1988 – wenige Monate vor seinem Ausscheiden aus dem Konzern – genehmigte Ghidella auf der Basis eines Tonmodells im Maßstab 1 : 1 das Design des Spiders und des Coupés. Die Entwicklung der als Tipo 916 bezeichneten neuen Schwestermodelle zog sich noch mehrere Jahre hin. Das auf dem Genfer Auto-Salon 1991 gezeigte Show Car Proteo nahm zentrale Gestaltungsmerkmale des Tipo 916 vorweg und sollte die Öffentlichkeit auf das kommende Modell vorbereiten.

## Modellentwicklung

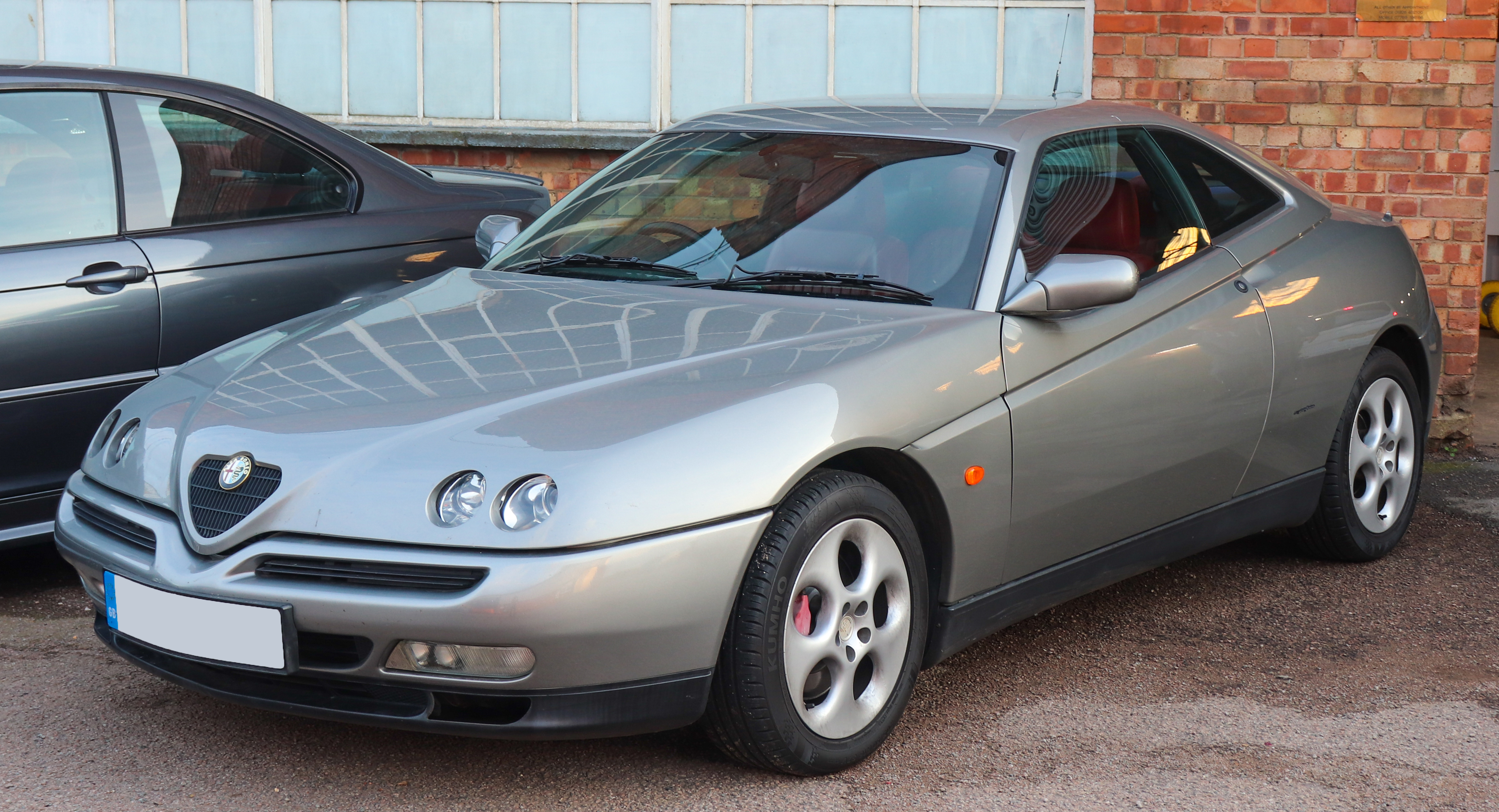
GTV 3.0 V6 (Phase 1)

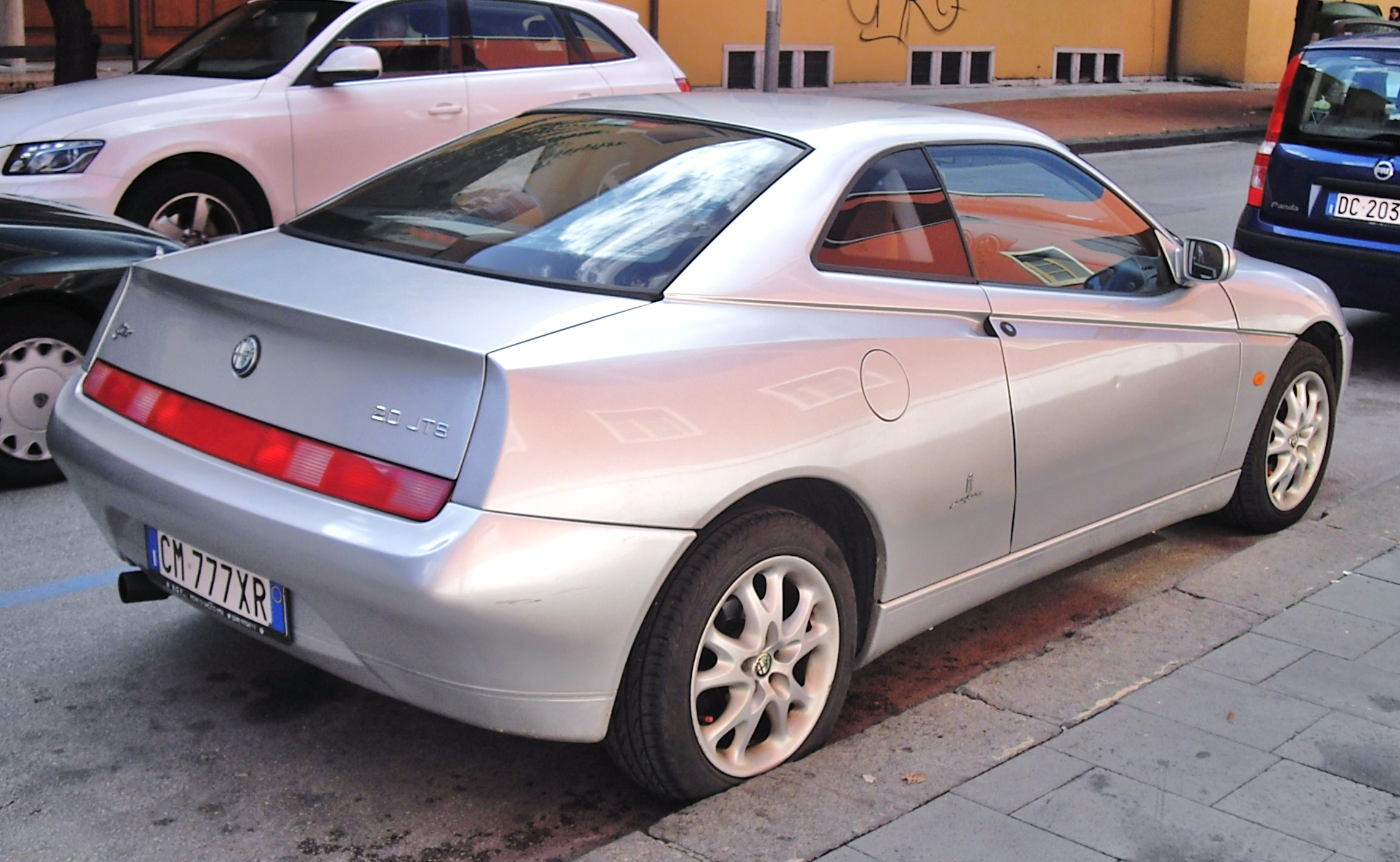
Heckpartie (unverändert in allen drei Serien)

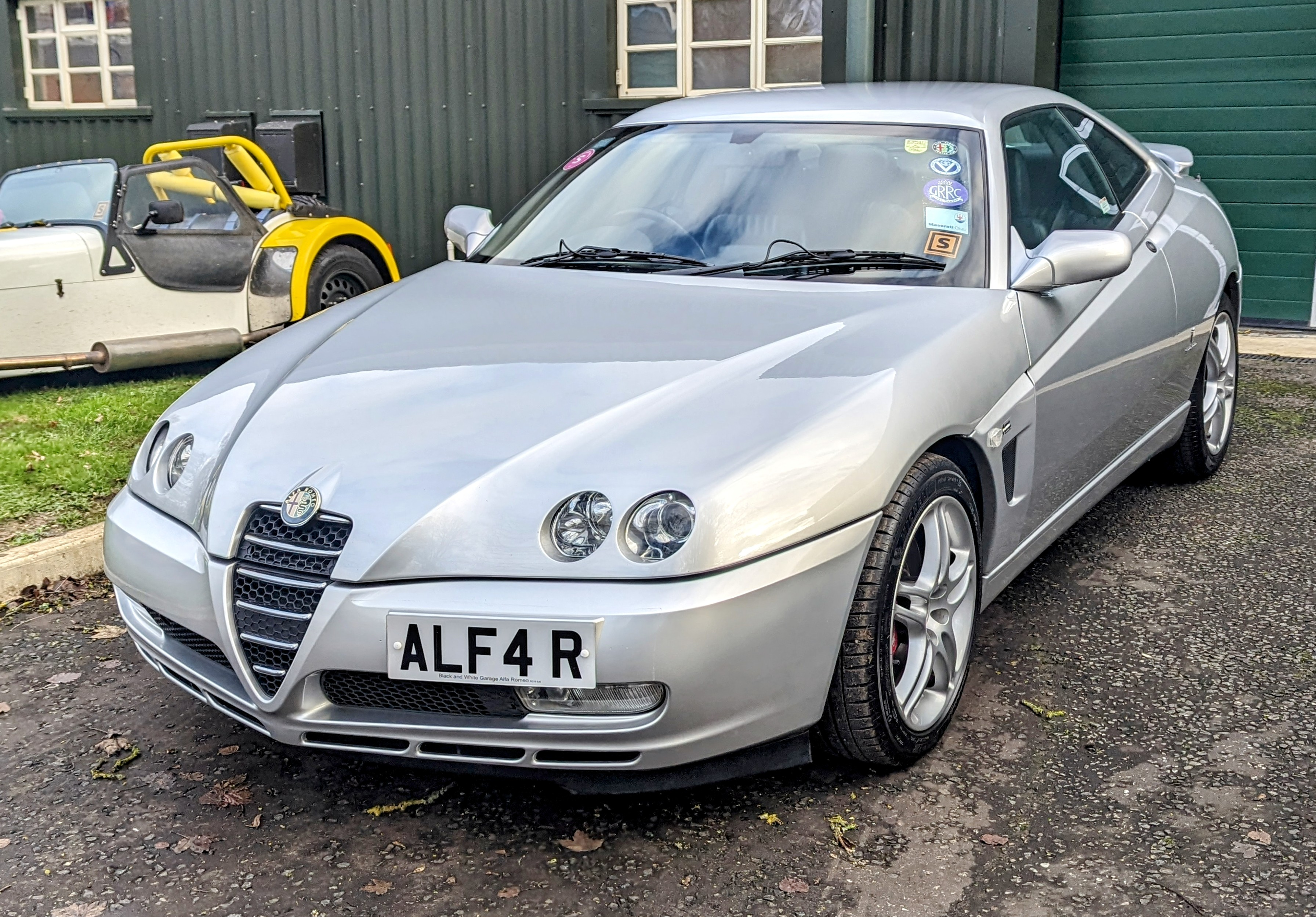
Frontpartie (Phase 3)

Im März 1994 wurde der neue GTV auf dem Genfer Salon vorgestellt. Die Serienfertigung lief im September desselben Jahres an.
Die intern als Baureihe 916 bezeichneten Parallelmodelle GTV und Spider haben eine in weiten Teilen gleiche Karosserie, die Enrico Fumia für Pininfarina entworfen hatte. Technisch basieren beide Modelle auf einer von Fiat entwickelten Plattform mit dem Namen Tipo Due. Sie hatte ihren Ursprung im Fiat Tipo der zweiten Serie und war Basis zahlreicher weiterer Fahrzeuge des Fiat-Konzerns, darunter auch der Alfa Romeo-Modelle 145, 146, 147, 155, 156 und GT. Auch das im Entwurf sehr ähnliche Fiat Coupé basierte auf dieser Plattform, allerdings mit einer anderen Hinterachse. Um die Entwicklungs- und Produktionskosten weiter zu senken, wurden zahlreiche Bauteile von anderen Modellen des Fiat-Konzerns übernommen. Die Vorderachse mit sehr direkt übersetzter Lenkung (2,2 Umdrehungen von Anschlag zu Anschlag) teilten sich die 916 mit der letzten Serie des Alfa Romeo 155. Außerdem wurden so viele Teile wie irgend möglich sowohl im GTV als auch im Spider gleich gehalten, um die Kosten zu senken. Es wurde aber in einer sehr späten Projektphase der Entwicklung bei Fahrversuchen mit dem produktionsreifen Fahrzeug festgestellt, dass das Fahrverhalten mit der direkt vom Fiat Tipo übernommenen Längslenkerhinterachse wie im Coupé Fiat den Ansprüchen an einen Alfa Romeo nicht gerecht wurde. Deshalb wurde eine aufwendige Mehrlenkerachse entwickelt, deren Aluminiumhilfsrahmen an denselben Befestigungspunkten wie die vorherige Hinterachse mit der Karosserie verschraubt werden konnte. Dieser Aluminiumträger wurde in einem damals im Fahrzeugbau revolutionären, zuvor nur in der Luftfahrt verwendeten Gussverfahren im Vakuum hergestellt. Dieses Verfahren fand später auch in anderen Alfa Romeo-Fahrzeugen weiteren Einsatz, beispielsweise bei den Vorderachslenkern der Modelle 147, 156, 166 und GT. Außerdem wurden die sehr große Motorhaube und die Kotflügelabschnitte hinter den Radkästen in einem Kneaded Moulding Compound (KMC) genannten Injektionsformverfahren aus mit Aramid- und Kohlenstofffasern verstärktem Polyesterharz hergestellt, das geringe Werkzeugkosten mit hoher Steifigkeit und guter Fertigungsgenauigkeit verband. Durch diese aufwendigen Detaillösungen wurde der Verkaufspreis der Fahrzeuge immer höher, weswegen die ursprünglich vorgesehene, für Pininfarina entworfene Inneneinrichtung mit einem lackierten Armaturenbrett ähnlich wie beim Fiat Coupé verworfen und neu gezeichnet wurde. Zahlreiche Teile der neuen Innenausstattung stammten jedoch vom Fiat Punto, woraus eine der Preisklasse und dem Anspruch der Fahrzeuge nicht gerechte Qualitätsanmutung des Innenraums resultierte.
Alfa Romeo ging anfangs davon aus, mehr als 20.000 Einheiten der Baureihe jährlich verkaufen zu können, weshalb die Produktion im eigenen Werk in Arese angesiedelt wurde und nicht bei Pininfarina, dessen Produktionskapazitäten dafür nicht ausgereicht hätten. Die tatsächlich abgesetzten Stückzahlen lagen jedoch wesentlich unter dieser Planung (es wurden in allen Produktionsjahren zusammengenommen lediglich rund 80.000 Fahrzeuge hergestellt), weshalb nach einigen Jahren der Fertigung bei Alfa Romeo selbst und ca. 64.000 hergestellten Fahrzeugen die gesamten Produktionsanlagen zu Pininfarina verlagert wurden, wo die letzten ca. 16.000 Fahrzeuge gefertigt wurden.
Der quer eingebaute Motor des bis auf den Heckbereich mit dem Spider gleichen GTV war in sechs Versionen mit einem Hubraum von 1800 bis 3200 cm³ erhältlich. Der stärkste 3,2-l-V6-24V-Motor mit 176 kW (240 PS) beschleunigt den GTV 916 in 6,3 Sekunden von 0 auf 100 km/h.
Die 1,8-l- und 2,0-l-Motoren waren Vierzylindermotoren aus dem Fiat-Baukastensystem mit Graugussblöcken. Die Zylinderköpfe waren aus einer Aluminiumlegierung und kamen von Alfa Romeo mit der seit Jahren verwandten Twinsparktechnik (2 Zündkerzen je Zylinder). Der Motor des 2.0 T. Spark mit 16 Ventilen leistete zunächst 110 kW (150 PS), die Leistung dieses Motors konnte 1998 mit Umstellung der Abgasnorm von Euro 2 auf D3 auf 114 kW (155 PS) gesteigert werden.
Gleichzeitig wurde mit dem Facelift im Frühsommer 1998 auf dem deutschen Markt der 1.8 T. Spark mit 106 kW (144 PS) eingeführt. Der schon als 1.8 T. Spark aus den Modellen 145/146 und 155 bekannte Motor sollte das Angebot nach unten abrunden. Mangels Nachfrage verschwand er aber wieder im Sommer 2000 aus den Verkaufsprospekten. Zur selben Zeit reduzierte sich aufgrund der Emissionsumstellung auf Euro 3 die Leistung des 2.0 T. Spark wieder auf 110 kW (150 PS).
Darüber rangierten die meist als „Arese-V6“ (nach der Alfa Romeo-Fertigungsstätte) bezeichneten Sechszylindermotoren. Sie hatten noch  nasse Laufbuchsen für die Kolben. Es gab sie mit 2 Litern Hubraum, 12 Ventilen und Turboaufladung mit 147 kW (200 PS), mit 3 Litern V6 12V 141kW (192 PS) (seltene Ausführung mit 5 Fahrzeugen u.a in der Vorserie), mit 3 Litern, 24 Ventilen und 160–162 kW (218–220 PS) und in der letzten Ausbaustufe mit 3,2 Litern und 24 Ventilen mit 176 kW (240 PS).
Im Laufe der Zeit gab es einige Maßnahmen zur Modellpflege. So erhielten im Sommer 1998 das Armaturenbrett einen Alu-Look und das Scudetto, einen leichten Chromschmuck. Im Jahr 2000 wurde die Fertigung vom Alfa Romeo-Werk in Arese zu Pininfarina nach Turin verlegt.
Die ab Frühjahr 2003 gebauten Modelle sind an der neuen Front zu erkennen. Sie wurden an das damaigle Alfa Romeo-Erscheinungsbild angepasst und haben einen Chromgrill. Innen wurde durch Anpassung der Sitzschienen eine tiefere Sitzposition ermöglicht.
Im Herbst 2005 endete die Fertigung. Nachfolger wurde der Alfa Romeo Brera.

## Motoren
| Modell GTV | Zylinder | Hubraum  | Leistung                     | Drehmoment                                 | Höchstgeschwindigkeit | Bauzeit                         |
| ---------- | -------- | -------- | ---------------------------- | ------------------------------------------ | --------------------- | ------------------------------- |
| 1.8 TS     | 4        | 1747 cm³ | 106 kW (144 PS) bei 6500/min | 169 Nm bei 3500/min                        | 205 (215)* km/h       | 05.1998–09.2000                 |
| 2.0 TS 16V | 4        | 1970 cm³ | 110 kW (150 PS) bei 6300/min | 181 Nm bei 3800/min                        | 215 (220*) km/h       | 09.1994–05.1998 10.2000–12.2004 |
| 2.0 TS 16V | 4        | 1970 cm³ | 114 kW (155 PS) bei 6200/min | 186 Nm bei 4000/min                        | 216 (221*) km/h       | 05.1998–09.2000                 |
| 2.0 JTS    | 4        | 1970 cm³ | 122 kW (166 PS) bei 6400/min | 206 Nm bei 3250/min                        | 225 km/h              | 04.2003–12.2004                 |
| 2.0 V6 TB  | 6        | 1996 cm³ | 147 kW (200 PS) bei 6000/min | 271 Nm bei 2400/min (mit Overboost 280 Nm) | 235 (245*) km/h       | 05.1995–09.2001                 |
| 3.0 V6 24V | 6        | 2959 cm³ | 160 kW (218 PS) bei 6300/min | 265 Nm bei 5000/min                        | 250* km/h             | 10.2000–04.2003                 |
| 3.0 V6 24V | 6        | 2959 cm³ | 162 kW (220 PS) bei 6300/min | 270 Nm bei 5000/min                        | 240 km/h              | 10.1996–09.2000                 |
| 3.2 V6 24V | 6        | 3179 cm³ | 176 kW (240 PS) bei 6200/min | 289 Nm bei 4800/min                        | 255 km/h              | 04.2003–12.2004                 |

(*) mit aerokit

### Zuverlässigkeit und Praxis
Die Fahrzeuge der Baureihe 916 wiesen über ihre Bauzeit mitunter Mängel auf.
Einige wurden im Rahmen der Modellpflege ständig verbessert. Das betrifft unter anderem geänderte Scheibenwischermotoren und Fensterheber vom Zulieferer Valeo, bei Umstellung auf OBD-Schnittstelle homogenisierte Elektrik und Verringerung der elektrischen Komplexität, Kühlerlüfter-Elektrikanpassungen für Gebläsestufen. Dies ist den Werkstatthandbüchern zu entnehmen, die die Evolution des Modells widerspiegeln.
Die 916er-Reihe war als Sportcoupé in ihrer Praxistauglichkeit etwas eingeschränkt, da beide Versionen (Spider und Coupé) nur über einen kleinen Kofferraum verfügten, der auch nach Weglassen des Reservenotrades und dessen Ersatz durch ein Pannenspray nur ungenügende Ausmaße hatte, aber dem eines Sportwagens entsprach. Gerade die V6-Turbo-Modelle hatten statt eines Scheibenwischwasserbehälters unter der Motorhaube, so wie bei den TS und den anderen V6-Modellen üblich, lediglich einen Waschwasserbeutel mit geringer Füllmenge im Kofferraum, sodass ein Winterbetrieb mit längeren Autobahnfahren häufiges Auffüllen erforderte. Diese Lösung ergab sich aus dem Platzbedarf des großen V6-Motors mit Turbolader. Wegen des Turboladers war der Luftfilter unter der Motorhaube an der Stelle eingebaut, wo sonst der Wischwasserbehälter Platz gehabt hätte.
Beide Varianten hatten Türgriffe, die bei kalter Witterung durch Vereisung einen Zugang zum Fahrzeug erschwerten, weil die Betätigungsknöpfe festfrieren konnten. 
| 3.0 12V   | 5      |
| 2.0 TS    | 24,579 |
| 2.0 V6 TB | 7,284  |
| 3.0 24V   | 6,502  |
| 1.8 TS    | 2,873  |
| 3.2 24V   | 512    |
| 2.0 JTS   | 1,182  |

### Verarbeitungsqualität
Folgendes wurde beanstandet:
- teilweise schlecht passende Innenausstattungsteile (Türpaneele müssen bei regelmäßiger Einstellung der Scheiben entfernt und neu installiert werden), beispielsweise am Übergang vom Armaturenbrett zu den Türen
- Quietsch- und Klappergeräusche an Türen und Innenausstattung
- Wassereinbrüche bei nicht korrekter Einstellung der rahmenlosen Türfenster
- mögliche Defekte an elektrischen Bauteilen wie dem Scheibenwischermotor, der Tankklappenentriegelung, dem elektrischen Schiebedach und dem Motor des Umluftschalters der 1. Serie. Dieser Motor ist ebenfalls störungsanfällig, und ein Austausch ist nur mit handwerklichem Aufwand möglich; ab der 2. Serie (FL) wurde dieser Mangel behoben.

Viele Punkte wurden verbessert oder sind leicht zu beheben. Störungen waren mitunter auch die Folge fehlender Wartung (Scheibeneinstellung). Die Verarbeitung der bei Pininfarina gefertigten Fahrzeuge erschien hochwertiger als die der bei Alfa Romeo in Arese selbst hergestellten.
Alfa Romeo führte 1997 eine Rückrufaktion für die bis dahin gefertigten Fahrzeuge durch, bei der Bauteile (Scheibenwischermotor, Stoßdämpfer und Lenker der Hinterachse, Teile der Auspuffanlage und andere) ersetzt wurden.